# The Cry of Love
The Cry of Love – pierwszy wydany pośmiertnie studyjny album amerykańskiego gitarzysty Jimiego Hendrixa. Ukazał się 5 marca 1971 roku. Został zmiksowany i wyprodukowany przez  Eddiego Kramera i  Mitcha Mitchella. Zawiera utwory, które miały znaleźć się na podwójnym albumie First Rays of the New Rising Sun, nad którym Hendrix pracował tuż przed śmiercią, a który został ostatecznie wydany w 1997 roku. Zamieszczono na nim wszystkie dziesięć kompozycji z płyty The Cry of Love.

## Lista utworów
Autorem wszystkich utworów jest Jimi Hendrix.
| Strona A | Strona A            | Strona A |
| Nr       | Tytuł utworu        | Długość  |
| -------- | ------------------- | -------- |
| 1.       | „Freedom”           | 3:29     |
| 2.       | „Drifting”          | 3:53     |
| 3.       | „Ezy Ryder”         | 4:10     |
| 4.       | „Night Bird Flying” | 3:55     |
| 5.       | „My Friend”         | 4:38     |
|          |                     | 20:05    |

| Strona B | Strona B              | Strona B |
| Nr       | Tytuł utworu          | Długość  |
| -------- | --------------------- | -------- |
| 1.       | „Straight Ahead”      | 4:44     |
| 2.       | „Astro Man”           | 3:40     |
| 3.       | „Angel”               | 4:25     |
| 4.       | „In from the Storm”   | 3:44     |
| 5.       | „Belly Button Window” | 3:36     |
|          |                       | 20:09    |

## Artyści nagrywający płytę
- Jimi Hendrix – gitara i śpiew, gitara basowa – A5
- Mitch Mitchell – perkusja
- Billy Cox – gitara basowa
- Buddy Miles – perkusja i śpiew twarzyszący – A5
- Juma Sultan – instrumenty perkusyjne – A1, A3, A4, B2
- Arthur Allen – śpiew towarzyszący – A1
- Albert Allen – śpiew towarzyszący – A1
- Buzzy Linhart – wibrafon – A2
- Steve Winwood – śpiew towarzyszący – A3
- Chris Wood – śpiew towarzyszący – A3
- Jimmy Mayes – perkusja – A5
- Stephen Stills – pianino – A5
- Ken Pine – dwunastostrunowa gitara – A5
- Emeretta Marks – śpiew towarzyszący – B4

## Daty nagrań poszczególnych utworów
- „Freedom” – nagrywany 25 czerwca, 14, 19 lipca, 14, 20 sierpnia, zmiksowany przez Hendrixa i Kramera 24 sierpnia (1970)
- „Drifting” – nagrywany 25, 29 czerwca, 23 lipca, 20 sierpnia, (20 listopada – dogranie partii Buzzy'ego Linharta) zmiksowany przez Kramera 2 grudnia (1970)
- „Ezy Ryder” – nagrywany 18 grudnia 1969, 20 stycznia, 15, 18 czerwca, 2 lipca, 22 sierpnia, zmiksowany przez Hendrixa i Kramera 22 sierpnia (1970)
- „Night Bird Flying” – nagrywany 16 czerwca, 19 lipca, 22 sierpnia, zmiksowany przez Hendrixa i Kramera 24 sierpnia (1970)
- „My Friend” – nagrywany 13 marca 1968, zmiksowany przez Kramera 2 grudnia (1970)
- „Straight Ahead” – nagrywany 17 czerwca, 19 lipca, 20 sierpnia, zmiksowany przez Kramera 20 sierpnia (1970)
- „Astro Man” – nagrywany 25 czerwca, 19 lipca, 22 sierpnia, zmiksowany przez Hendrixa i Kramera 22 sierpnia (1970)
- „Angel” – nagrywany 23 lipca, 20 sierpnia, 19 października (dogranie przez Mitcha Mitchella perkusji), zmiksowany przez Kramera i Mitchella 12 listopada (1970)
- „In from the Storm” – nagrywany 22 lipca, 20, 24 sierpnia, zmiksowany przez Kramera 29 listopada (1970)
- „Belly Button Window” – nagrywany 22 sierpnia, zmiksowany przez Hendrixa i Kramera 24 sierpnia (1970)

## Źródła
- John McDermott, First Rays of the New Rising Sun, wyd. CD, książeczka, MCA Records, Experience Hendrix, 1997 (ang.). Brak numerów stron w książce